# Shake the Disease
 «Shake the Disease»  — тринадцятий сингл британського гурут Depeche Mode, записаний у студії Hansa Tonstudio у Берліні, вийшов 29 квітня 1985 і є однією з двох нових пісень, що вийшли на збірці The Singles 81→85 в тому ж році, разом з «It's Called a Heart». Досягав 18-й позиції в UK Singles Chart. Американська версія The Singles 81→85, Catching Up with Depeche Mode, також містить бі-сайд цього синглу — «Flexible».
Алан Уайлдер заявив, що ця пісня відображає саму сутність гурту: «Це певна грань розуміння того, що ми можемо змусити людей думати двояко про речі. У нас був вибір, назвати пісню „Understand Me“ або „Shake the Disease“, і ми вибрали „Shake the Disease“. Це вибір у бік порочності і непрямих натяків в нашій ліриці, але нічого прямого».

## Музичне відео
Відео на пісню «Shake the Disease» — перша робота гурту, знята режисером Пітером Кером. При виготовленні відео використали новаторські трюки з камерою, які дозволяють створити видимість того, що учасники групи «падають».

## Списки композицій
Автор музики і слів Мартін Гор. 
| 7" Mute / 7Bong8 | 7" Mute / 7Bong8    | 7" Mute / 7Bong8 |
| #                | Назва               | Тривалість       |
| ---------------- | ------------------- | ---------------- |
| 1.               | «Shake the Disease» | 4:48             |
| 2.               | «Flexible»          | 3:11             |

| 12" Mute / 12Bong8 | 12" Mute / 12Bong8                             | 12" Mute / 12Bong8 |
| #                  | Назва                                          | Тривалість         |
| ------------------ | ---------------------------------------------- | ------------------ |
| 1.                 | «Shake the Disease» (Remixed Extended Version) | 8:43               |
| 2.                 | «Flexible» (Remixed Extended Version)          | 6:15               |

| 12" Mute / L12Bong8 | 12" Mute / L12Bong8                  | 12" Mute / L12Bong8 |
| #                   | Назва                                | Тривалість          |
| ------------------- | ------------------------------------ | ------------------- |
| 1.                  | «Shake the Disease» (Edit the Shake) | 7:08                |
| 2.                  | «Master and Servant» (Live)          | 5:38                |
| 3.                  | «Flexible» (Pre-Deportation Mix)     | 4:40                |
| 4.                  | «Something to Do» (Metal Mix)        | 7:25                |

| CD Mute / CDBong8 | CD Mute / CDBong8                              | CD Mute / CDBong8 |
| #                 | Назва                                          | Тривалість        |
| ----------------- | ---------------------------------------------- | ----------------- |
| 1.                | «Shake the Disease»                            | 4:48              |
| 2.                | «Flexible»                                     | 3:11              |
| 3.                | «Shake the Disease» (Remixed Extended Version) | 8:43              |
| 4.                | «Flexible» (Remixed Extended Version)          | 6:15              |
| 5.                | «Shake the Disease» (Edit the Shake)           | 7:11              |
| 6.                | «Something to Do» (Metal Mix)                  | 7:26              |

| 7" Sire / 7-28835 | 7" Sire / 7-28835          | 7" Sire / 7-28835 |
| #                 | Назва                      | Тривалість        |
| ----------------- | -------------------------- | ----------------- |
| 1.                | «Shake the Disease» (Fade) | 3:59              |
| 2.                | «Flexible»                 | 3:11              |